# Maikel van der Werff
Maikel van der Werff (Hoorn, 22 aprile 1989) è un ex calciatore olandese, di ruolo centrocampista.

## Carriera
Ha esordito in Eredivisie con il PEC Zwolle nella stagione 2012-2013.

## Palmarès

### Club

#### Competizioni nazionali
- Coppa dei Paesi Bassi: 2

PEC Zwolle: 2013-2014
Vitesse: 2016-2017
- Supercoppa dei Paesi Bassi: 1

PEC Zwolle: 2014